# Tanju Çolak
Pour les articles homonymes, voir Colak.
Tanju Çolak, né le 10 novembre 1963 à Samsun (Turquie), est un footballeur international turc qui évoluait au poste d'attaquant.
Il détient le record de buts marqués en Süper Lig en une seule saison, 39 buts, en 1987-1988 avec Galatasaray.

## Biographie
Il jouait à Galatasaray et en équipe de Turquie dans les années 1980. Il fut soulier d'or européen en 1988 avec 39 buts. Avec 240 buts marqués, il fut de 1993 à 2007 le meilleur buteur de l'histoire du championnat turc. Ce record fut battu par un autre joueur de Galatasaray, Hakan Şükür, le 2 septembre 2007, contre Vestel Manisaspor (2-2).  
Il compte 31 sélections et 9 buts en équipe nationale entre 1984 et 1991.

## Palmarès

### En club
- Champion de Turquie en 1988 Galatasaray SK
- Vainqueur de la Coupe de Turquie en 1991 Galatasaray SK
- Vainqueur de la Supercoupe de Turquie en 1987 et en 1988

### En équipe de Turquie
- 31 sélections et 9 buts entre 1984 et 1991

### Distinctions personnelles
- Vainqueur du Soulier d'Or en 1988 avec 39 buts
- Meilleur buteur du Championnat de Turquie en 1986 (33 buts) et 1987 (25 buts) avec Samsunspor, 1988 (39 buts) et 1991 (31 buts) avec Galatasaray et 1993 (27 buts) avec Fenerbahce
- Meilleur buteur du Championnat de Turquie de Division 2 en 1984 et 1985 avec Samsunspor

### Statistiques et records
- 276 matchs et 240 buts en 1e Division
- Record du plus grand nombre de buts lors d'un match de championnat (Fenerbahce-Karsiyaka, 7-1) avec 6 buts, en 1992-1993